# Rex Hunt
Rex Masterman Hunt (Redcar, Inglaterra, Reino Unido, 26 de junio de 1926 - Elton, Inglaterra, Reino Unido, 11 de noviembre de 2012) fue un administrador colonial y embajador británico. Gobernador y comandante de las Islas Malvinas entre 1980 y septiembre de 1985
Su primer mandato tuvo una breve interrupción desde principios de abril a fines de junio de 1982, cuando las islas estuvieron administradas por la República Argentina durante la guerra de Malvinas. Hunt también fue cónsul británico de la capital de la República de Vietnam, Saigón, desde 1974 hasta 1975.
En la tarde del 2 de abril de 1982, Hunt fue trasladado en un avión de la Fuerza Aérea Argentina hacia la ciudad de Comodoro Rivadavia y de ahí hacia la República Oriental del Uruguay donde permaneció hasta el final del conflicto.